# Alphonse Juin

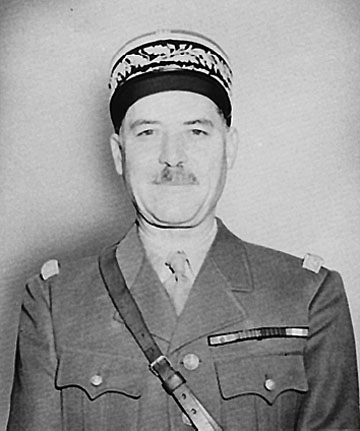
Alphonse Pierre Juin.

Alphonse Pierre Juin (Bona, Argelia, 16 de diciembre de 1888 - París, 27 de enero de 1967) fue un general francés. Líder del ejército libre francés durante la Segunda Guerra Mundial y mariscal de este mismo. Fue responsable de las llamadas marroquinadas en la batalla de Montecassino.

## Biografía

### Formación y primeros años
Alphonse Juin se graduó en la Academia Militar de Saint-Cyr como uno de los alumnos más aventajados, consiguiendo el primer puesto de la graduación de 1912. Allí conoció a Charles De Gaulle, con quien acabaría trabando una gran amistad.
Poco después de la graduación, en 1914 Juin fue destinado al protectorado de Marruecos. Allí combatió junto a los guerrilleros nativos en el 1.er Regiment des Tirailleurs Algeriens durante las primeras semanas de la Primera Guerra Mundial.
En septiembre de 1914, fue trasladado al frente occidental, y peleó en la Batalla del Marne. Le concedieron la Legión de Honor por "valentía y poder de decisión." Al año siguiente sufrió una grave herida en un brazo en Champagne que lo mantuvo hospitalizado durante 8 meses. Como resultado de esta herida de guerra, Juin perdió la movilidad en su brazo derecho. Pero en diciembre de 1915, Juin volvía al combate, esta vez como capitán de tirailleurs.

### Período de entreguerras
Posteriormente fue llamado por el Estado Mayor, graduándose en el Colegio de Guerra en 1921. Juin volvió a Marruecos para la pacificación de la zona. Allí estuvo bajo el mando del Mariscal Lyautey y fue ascendido gradualmente hasta coronel. En 1923, tomó parte en la Campaña del Rif y fue nombrado ayudante del general residente y posteriormente sería relevado por Philippe Pétain.
Juin regresaría a Francia donde fue nombrado miembro del Alto Consejo de Guerra en París. Entre 1929 y 1933 participó en la planificación de la pacificación del Atlas Marroquí. En 1937 Juin fue promovido a jefe de Estado Mayor del General Charles Nogues en Marruecos, donde fue promovido a Brigadier General tomando el comando de la 15.ª División de Infantería Motorizada. En 1938, Juin sería ascendido a General.

### Segunda Guerra Mundial
Cuando el ejército alemán comenzó la Ofensiva en el Oeste, Juin y sus tropas fueron movilizadas a Bélgica. Después de avanzar 50 kilómetros se enfrentó al 6.º Ejército del General Walter von Reichenau. Forzado a replegarse, las tropas de Juin fueron empujados hasta Valenciennes y luego hasta Lille. Después de quedarse sin municiones, se vio obligado a rendirse el 30 de mayo de 1940. Juin fue hecho prisionero y encarcelado en el castillo de Königstein.
Petain defendió a Juin ante Hitler, pensando que Juin sería leal al gobierno de Vichy. Así sería como el general sería liberado. Durante los primeros meses, Juin defendió la causa de Vichy, no sin antes ser nombrado por Petain a comandante de todas las Fuerzas Francesas en Marruecos y, más tarde con la destitución de Maxime Weygand el 18 de noviembre de 1941, Petain nombró a Juin comandante de todas las fuerzas francesas en el Norte de África.
Petainista y anti-gaullista, se ha propuesto por Vichy como Ministro de Guerra.
Pero a mediados de 1942, agentes secretos británicos entraron en contacto con el general Juin para que cambiara de bando con el fin de permitir el desembarco aliado en el Norte de África. Juin aceptaría pero la información llegó a manos del almirante François Darlan, que ordenó que las tropas de Juin evitaran la acción aliada. No fue hasta la intervención del cónsul de Estados Unidos, Robert Murphy, cuando Juin decidió tender una trampa a Darlan para capturarlo. Juin aceptó y traicionó a Darlán quien acudió a su Cuartel General en atención a una llamada telefónica de su subalterno.
De esta manera, Juin tomó el mando de las Fuerzas Francesas en el Norte de África y uniéndose a los Aliados. En noviembre de 1943, Juin fue destinado con su regimiento al sur de Italia donde relevaría a la 34.º División de Infantería en Monte Cassino defendida por 15 divisiones alemanas. Poco después, Juin y las fuerzas francesas se dirigieron a Roma, librando Siena el 3 de julio de 1944.
Una vez llegados al norte de Italia, Juin se dirigió hacia Austria a través del paso de Liubliana. Pero el tratado entre Stalin y los demás Aliados en Teherán impedía su progresión y tuvo que retirarse a Francia, donde fue asignado a un alto cargo junto al General De Gaulle.

### Posguerra
En 1947, después de la guerra, Juin sirvió nuevamente en Marruecos, hasta 1951. Durante ese tiempo, expresó su más firme oposición a la independencia tanto de Marruecos como de Argelia. En 1952 fue ascendido a Mariscal y nombrado comandante en jefe de las Fuerzas Terrestres de la OTAN hasta 1956.
En octubre de 1956, se retiró no sin antes seguir negándose a la independencia de Argelia en 1961. Por esa razón fue destituido del cargo en el Consejo Supremo de Defensa.

### Participación en lasMarroquinadas
En la batalla de Montecasino el general Juin le dio a sus hombres cincuenta horas de «libertad», durante las cuales sucedieron los posteriores crímenes. Al general se le adjudica que declaró: «Durante cincuenta horas ustedes serán dueños absolutos de lo que encuentren más allá del enemigo. Nadie los penalizará por lo que hagan, nadie preguntará qué están haciendo». Esto sucedió en Montecassino durante la Segunda Guerra Mundial. No se le juzgó por esto. 
Ese período de tiempo se denomina Marroquinada, y en él se cometieron violaciones y asesinatos en masa después de la Batalla de Monte Cassino en Italia. Estos fueron cometidos principalmente por los goumiers marroquíes, tropas coloniales del Cuerpo Expedicionario Francés (FEC), comandados por el general Alphonse Juin, y apuntaban principalmente a mujeres y niñas civiles (así como a algunos hombres y niños) en las zonas rurales del sur del Lacio, entre Nápoles y Roma. Las violaciones masivas continuaron durante toda la campaña, incluidos varios lugares de la Toscana: Siena, ad Abbadia S. Salvatore, Radicofani, Murlo, Strove, Poggibonsi, Elsa, S. Quirico d'Orcia, Colle Val d'Elsa.
Violaciones a niñas, mujeres, ancianas y hombres por las fuerzas marroquíes que comandaba.